# Prabhu Deva
Prabhu Deva Sundaram, znany jako Prabhu Deva, tam. பிரபு தேவா சுந்தரம் (ur. 3 kwietnia 1973 w Karnatace) – indyjski aktor, tancerz, reżyser, choreograf i piosenkarz. Popularnie nazywany jest "indyjskim Michaelem Jacksonem" ze względu na jego ruchy podczas tańca. Pierwszym filmem, do którego stworzył choreografię, był tamilski Vetri Vizha. Do tej pory Prabhu brał udział w tworzeniu choreografii do ponad stu filmów - jest także dwukrotnym laureatem nagrody dla najlepszego indyjskiego choreografa za filmy Minsara Kanaavu oraz Lakshya.

## Życiorys
Przed graniem roli w filmach Prabhu tworzył i śpiewał piosenki w rozmaitych indyjskich produkcjach. Pierwszy raz w roli głównej pojawił się w filmie Indhu (1994) u boku aktorki Roi. W swojej kolekcji posiada także nagrodę dla najlepszego aktora południa Indii.
Jego pasję do tańca przekazał mu jego ojciec, słynny na subkontynencie indyjskim tancerz Sundaram. Po choreograficznych sukcesach Prabhu rozpoczął karierę jako aktor. Stał się gwiazdą Kollywood dzięki nieprzeciętnym umiejętnościom w zakresie tańca. Właśnie im zawdzięcza swe filmowe sukcesy. Jest bardzo popularny w tamilskich, teluskich i kannadyjskich ośrodkach filmowych.
Prabhu Deva zyskał dużą popularność dzięki filmom wideo umieszczanym na portalu YouTube (np. Kalluri Vaanil czy Urvasi Urvasi), podobnie jak jego krajan Daler Mehndi.

## Filmografia
Jako aktor/tancerz:
- Indhu (Tamil)
- Kadhalan (Tamil)
- Rasaiya (Tamil)
- Mr.Romeo (Tamil)
- Love Birds (Tamil)
- Miłość ma wiele imion (Tamil)
- V.I.P. (Tamil)
- Naam Iruvar Namukku Iruvar (Tamil)
- O Radha edaru Krishnala Pelli (Telugu)
- Kaadala Kaadala (Tamil)
- James Pandu (Tamil)
- Doubles (Tamil)
- Suyamvaram (Tamil)
- Time (Tamil)
- Ezhayin Siripiley (Tamil)
- Santosham (Telugu)
- Thottigang (Telugu)
- Agni Varsha (Hindi)
- Pennin Manathai Thottu (Tamil)
- Andharu Dongalle (Telugu)
- Ullam kollai poguthae (Tamil)
- Tapana (Telugu)
- Engal Anna (Tamil)
- Chukkallo Chandrudu (Telugu)
- Style (Telugu)
- Vanathai Pola (Tamil)
- H2O (Kannada)

Jako reżyser:
- Nuvvostanante Nenoddantana (2005, Telugu)
- Pournami (2006, Telugu)
- Shankardada Zindabad (2007, Telugu)
- Wanted (film) (2008, Hindi)
- Vil (2008, Tamil)

Jako tancerz/choreograf:

### Solo Dancer
- Idayam (Tamil)
- Valtar Vetrivel (Tamil)
- Baba (Tamil)
- Suriyan (Tamil)
- Gentleman (Tamil)
- Lakshya (Hindi)
- Pukar (Hindi)
- Shakti: The power (Hindi)
- Nuvvostanante Nenoddantana (telugu)
- Agni natchatram (Tamil)
- Kaadhalan(Tamil Hit)